# Таос (округ)
Таос (англ. Taos County) — округ в штате Нью-Мексико, США. Административный центр округа — Таос. По данным переписи за 2010 год число жителей округа составляло 32 937 человек.

## География
Таос находится на севере штата. Площадь территории округа — 5708 км².
Округ находится на южных склонах Скалистых гор. В восточной части округа находится гряда Сангре-де-Кристо с горой Уилер высотой 4013 метров. Река Рио-Гранде протекает через ущелье Пикурус. В округе находится национальный памятник Рио-Гранде-дель-Норте, Национальный лес Карсон, национальные зоны отдыха Уайлд-Риверс и Орилла-Верде, парк штата Кит-Карсон и несколько лыжных курортов.

## История
Индейцы населяли территорию округа с 1350 годов. Испанские исследователи прибыли в 1540 году, церковных приход был основан в 1617 году. Индейцы восставали против правления испанцев несколько раз в 1631, 1680 и 1695 годах. В 1844 году был основан округ Таос в территории Нью-Мексико.

## Население
| Год переписи | Нас.  |  | %±    |
| ------------ | ----- |  | ----- |
| 1910         | 12008 |  | —     |
| 1920         | 12773 |  | 6,4%  |
| 1930         | 14394 |  | 12,7% |
| 1940         | 18528 |  | 28,7% |
| 1950         | 17146 |  | −7,5% |
| 1960         | 15934 |  | −7,1% |
| 1970         | 17516 |  | 9,9%  |
| 1980         | 19456 |  | 11,1% |
| 1990         | 23118 |  | 18,8% |
| 2000         | 29979 |  | 29,7% |
| 2010         | 32937 |  | 9,9%  |
| 2016         | 33065 |  | 0,4%  |

Согласно данным 2010 года в округе Таос 2 города, 2 деревни, 12 статистически обособленных местностей и резервации Таос и Пикурис. В 2010 году на территории округа проживало 32 937 человек (из них 49,2 % мужчин и 50,8 % женщин), насчитывалось 14 806 домашних хозяйств и 8437 семей. Расовый состав: белые — 68,7 %, афроамериканцы — 0,4 %, коренные американцы — 6,2 % и представители двух и более рас — 4,9 %. 55,8 % населения были латиноамериканцами.
Население округа по возрастному диапазону по данным переписи 2010 года распределилось следующим образом: 20,6 % — жители младше 18 лет, 3,1 % — между 18 и 21 годами, 59,2 % — от 21 до 65 лет и 17,1 % — в возрасте 65 лет и старше. Средний возраст населения — 45,2 лет. На каждые 100 женщин в Таосе приходилось 96,9 мужчин, при этом на 100 совершеннолетних женщин приходилось уже 93,9 мужчины сопоставимого возраста.
Из 14 806 домашних хозяйств 57,0 % представляли собой семьи: 38,3 % совместно проживающих супружеских пар (12,3 % с детьми младше 18 лет); 12,6 % — женщины, проживающие без мужей и 6,0 % — мужчины, проживающие без жён. 43,0 % не имели семьи. В среднем домашнее хозяйство ведут 2,19 человека, а средний размер семьи — 2,85 человека. В одиночестве проживали 36,0 % населения, 11,8 % составляли одинокие пожилые люди (старше 65 лет).

## Экономика
Экономика округа основана на туризме и зонах отдыха и добыче молибдена. В 2015 году из 27 286 трудоспособных жителей старше 16 лет имели работу 14 246 человек. В 2014 году медианный доход на семью оценивался в 44 988 $, на домашнее хозяйство — в 35 323 $. Доход на душу населения — 22 302 $. 15,7 % от всего числа семей в Таосе и 21,9 % от всей численности населения находилось на момент переписи за чертой бедности.